# Iglesia de San Andrés (Murcia)
La iglesia de San Andrés es una de las parroquias tradicionales del centro histórico de Murcia (Región de Murcia, España), situada en el barrio murciano del mismo nombre, en la plaza de San Agustín. 
El origen de la parroquia se remonta a poco tiempo después de la Conquista de Murcia, emplazada desde entonces a extramuros de la ciudad, en el conocido arrabal de la Arrixaca. Sin embargo, el templo actual que la acoge fue en origen la antigua iglesia conventual de los Agustinos, que tras la desamortización de Mendizábal contó con otros usos, hasta que en 1886 pasó a albergar la parroquia de San Andrés, ante el mal estado del edificio que le servía de sede, sito en la calle de San Andrés, inmueble que hoy no se conserva.

## Historia
La parroquia de San Andrés surgió en el sector noroccidental del arrabal de la Arrixaca, barrio que, tras la toma de Murcia por Jaime I de Aragón en febrero de 1266, fue dado por Alfonso X de Castilla a los mudéjares. Población que en los años sucesivos vivió una importante emigración hacia el cercano reino nazarí de Granada, por lo que a la altura de 1272 ya aparecieron datadas dos parroquias cristianas en el arrabal (las de San Miguel y Santiago), en el sector norte del mismo, que sería llamado Arrixaca Vieja. Este proceso de despoblación de la morería murciana seguiría en adelante, apareciendo datada la parroquia de San Andrés en 1293, en la susodicha zona noroccidental del arrabal, que se denominaría Arrixaca Nueva.
De forma paralela, la presencia de la Orden de San Agustín en la ciudad de Murcia se remonta a 1397, según Francisco Cascales, estableciéndose a las afueras de la misma, en un lugar cercano al cenobio de San Antón, próximo a donde estuvo la puerta de Castilla de la muralla del arrabal. Sería en 1514 cuando se les dio para su cuidado y culto la antigua ermita de San Sebastián, situada en las proximidades de la actual plaza de San Agustín, en la collación de San Andrés, aunque los agustinos siguieron manteniendo su monasterio fuera de la muralla. Este hecho haría que las periódicas riadas del Segura afectaran al inmueble, por lo que en 1579 se trasladaron de forma definitiva al interior, junto a la ermita de San Sebastián, mientras que el concejo les haría entrega en 1580 de la contigua ermita de la patrona de Murcia, en aquel tiempo la virgen de la Arrixaca, iniciándose entonces la construcción del primitivo convento que se dispondría en el mismo espacio que hoy ocupa.
El 2 de agosto de 1600 se erigió canónicamente en esta iglesia la Real y Muy Ilustre Cofradía de Nuestro Padre Jesús Nazareno, institución que transcurrido ese siglo construiría una capilla propia, comunicada con la iglesia conventual.
En 1630, don Pedro Molina, marqués de Corvera, reconstruyó la capilla de la Virgen de la Arrixaca, siendo la parte más antigua del conjunto hoy existente. En 1651, la riada de San Calixto ocasionó daños en los Agustinos, rehabilitándose lo arruinado. Sin embargo, a mediados del XVIII, en pleno siglo de oro murciano, comenzó la construcción de un nuevo convento, incluida la iglesia, que es la que hoy se conserva. Las obras dieron inicio en 1748, concluyéndose en 1762, gracias a la ayuda del obispo Diego de Rojas y Contreras. Pocos años después, en 1765, un pleito entre la comunidad agustina y la Cofradía de Nuestro Padre Jesús Nazareno llevó a que se decretara que la capilla de dicha cofradía (la Iglesia de Jesús) quedara como iglesia independiente, cerrándose el arco que las comunicaba.
Con la desamortización de los años 30 del siglo XIX, y tras el intento de quema y posterior profanación en 1835, el convento e iglesia fueron utilizados como polvorín y almacenes de carbón. El convento sería demolido para dar lugar a una nueva plaza de toros para la ciudad en 1846. En 1853, el obispo Mariano Barrio Fernández pudo conseguir la adquisición de la iglesia, costeando las obras de blanqueos de paredes, reparación, construcción de altares etc. Sería en noviembre de 1886 cuando se produjo el traslado oficial de la parroquia de San Andrés, sita en la calle del mismo nombre (que por aquel entonces se encontraba en muy mal estado), al rehabilitado templo de San Agustín de su misma collación, haciendo las funciones parroquiales desde entonces.
Durante la Guerra Civil (1936-1939), la iglesia volvió a convertirse en almacén y garaje. Al final de la guerra, una vez rehabilitada, se abrió nuevamente al culto.

## Arquitectura
La iglesia de San Andrés tiene planta de cruz latina, disponiendo de capillas laterales entre contrafuertes y coro alto a los pies del templo. La nave central es de amplias proporciones (de las mayores de la ciudad), con bóveda de cañón con lunetos, dividida en siete tramos mediante arcos fajones, de los que dos, de menor dimensión, corresponden al coro.
Las capillas laterales se comunican mediante arcos abiertos en los contrafuertes, cubriéndose con bóvedas de arista, salvo las dos del evangelio. El crucero cuenta con cúpula sobre pechinas, existiendo en los brazos del crucero dos ábsides casi semicirculares, cubiertos con bóveda de cuarto de esfera, que dan cobijo a dos grandes retablos. 
El interior de la iglesia estuvo decorado por frescos de Pablo Sístori, pintor italiano afincando en Murcia en el XVIII, con perspectivas arquitectónicas y motivos de rocalla tan propios del autor (con ejemplos como los de la Iglesia de Santa Eulalia, la Iglesia de San Juan de Dios o la cercana Iglesia de Jesús), de los que quedan muestras en el vestíbulo y bajo los revocos de las capillas laterales.
La capilla de la Arrixaca es de planta cuadrada, con ábside semicircular y sacristía poligonal. El acceso a la capilla se realiza desde el interior de la iglesia de San Andrés, en el lado de la epístola, a través de un arco abocinado. Posee cúpula sobre pechinas muy decoradas con yeserías barrocas de tema vegetal.
La fachada del templo, concluida en 1762, resulta original al estar estructurada como si fuera la portada de un palacio. Uno de los elementos más destacados de la misma es la reutilización de dos columnas romanas de mármol rojo, que se creen procedentes de las ruinas de la cuesta de San Cayetano de Monteagudo, y que enmarcan la portada, con evidentes influencias del imafronte de la Catedral de Murcia, presidida por la imagen del titular de la parroquia (San Andrés). En la parte superior de la fachada aparece un relieve de la virgen de la Arrixaca.

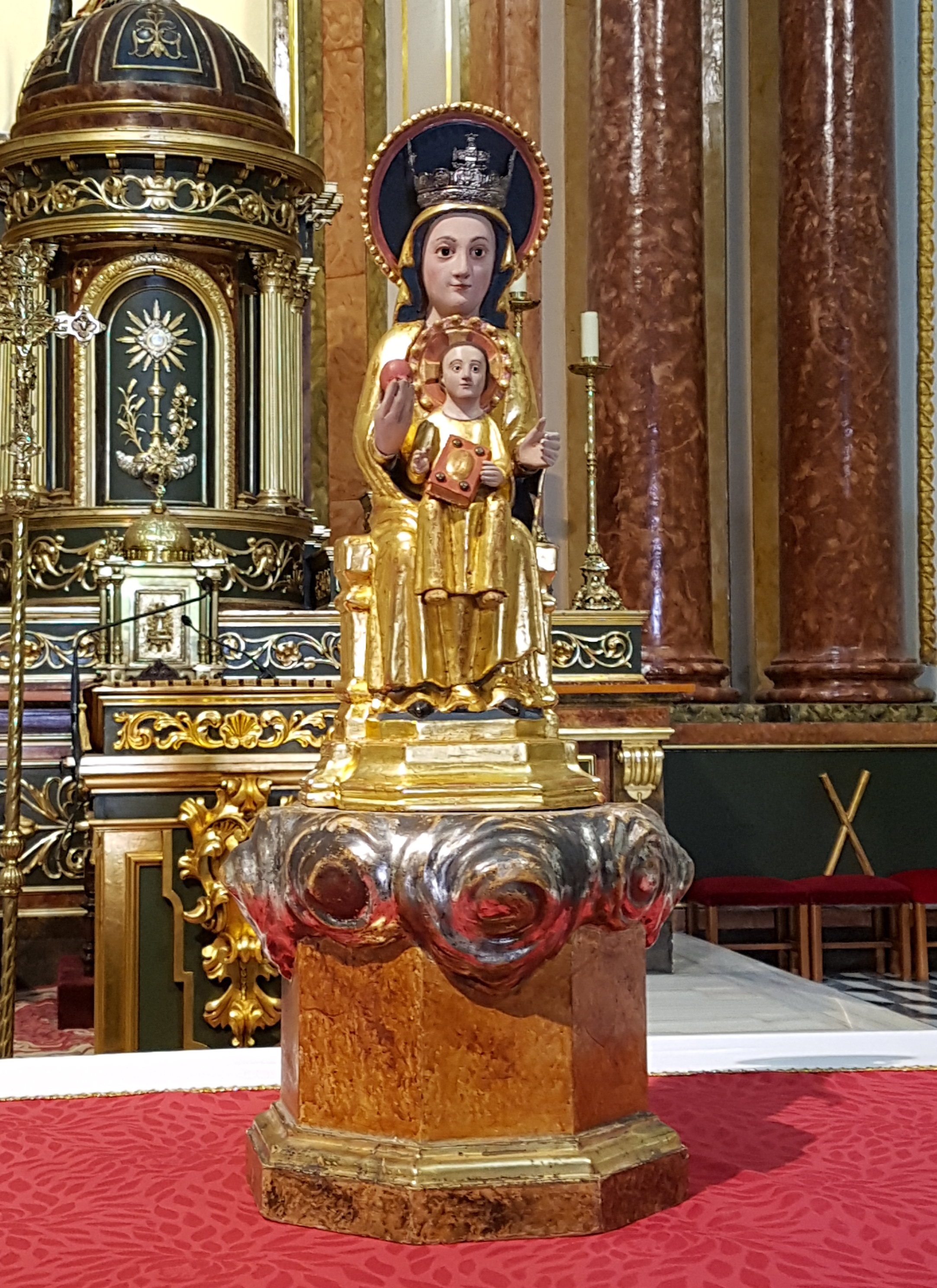
Virgen de la Arrixaca en la Iglesia de San Andrés.

## Patrimonio
A pesar de que las múltiples vicisitudes del templo a lo largo de la historia han provocado que se conserve muy poco del programa retablístico y escultórico original, San Andrés aún guarda un importante patrimonio, del que destaca la imagen de la virgen de la Arrixaca, talla anónima, originaria del siglo XII-XIII, de madera policromada. La figura sigue la iconografía románica, según el modelo de la Virgen como trono de Dios, siendo la antigua patrona de Murcia y su reino, presidiendo la capilla del mismo nombre
Del escultor francés afincado en Murcia a comienzos del XVIII, Antonio Dupar, la iglesia conserva unos ángeles adoradores, procedentes del Monasterio de los Jerónimos de San Pedro de la Ñora, así como una Santa Mónica, imagen de vestir del círculo de Nicolás de Bussy. El titular del templo, San Andrés, se debe a Francisco Salzillo, procedente de la antigua parroquia, preside el retablo del altar mayor. Del mismo autor es un San Roque (1757), que recuerda el prototipo salzillesco de figura de medianas proporciones, composición abierta y ligero balanceo del San Isidro Labrador de la Iglesia de San Juan Bautista.
En cuanto al ámbito pictórico, posee una Adoración de los pastores y una Huida a Egipto, ambos del siglo XVII, atribuidos al pintor valenciano afincado en Murcia Senén Vila, que correspondían a una serie que el autor realizó para la capilla de la Arrixaca.